# Norbert Rosseau
Norbert Rosseau (Gent, 11 december 1907 - 1 november 1975) was een Belgisch componist.

## Levensloop

### Jeugd
Norbert Oscar Claude Rosseau werd geboren te Gent op 11 december 1907. Zijn moeder heette Stella Lussie en behaalde een eerste prijs voor piano aan het conservatorium van Gent. Zijn vader, Maximiliaan Rosseau, was elektricien en speelde viool en was een muzikale clown. Zijn ouders werken beiden als variétéartiesten bij een lyrisch gezelschap dat vooral in Italië rondtrok.
Op zesjarige leeftijd kreeg Norbert van zijn vader een kleine viool en zijn eerste muzieklessen. Hij ging op zoek naar allerlei melodieën die hij op straat of in zichzelf hoorde. Zodra hij 7 jaar oud was namen zijn ouders hem mee op reis. Vanwege de Eerste Wereldoorlog zou de familie Rosseau echter voor lange tijd in Italië vastzetten. Norbert nam les bij Piramo, een bekende zigeunerviolist. In 1915 (op de leeftijd van acht jaar) trad hij reeds op. Het publiek begroette hem als een wonderkind tijdens zijn vele concerten waarop steeds een klein jeugdwerkje op het programma stond. Hij werd geïntroduceerd bij prinsen, graven, ambassadeurs en zelfs voorgesteld aan Paus Benedictus XV als il piccolo celebre violonista direttore d'orchestra e compositore Norberto Rosseau.

### Opleiding
Norbert was erg leergierig, maar door het beroep van zijn ouders was het onmogelijk voor hem om naar een normale school te gaan. Daarom was hij aangewezen op privé-onderwijs en zelfstudie. Op twaalfjarige leeftijd begon hij compositie te studeren als privé-leerling van G. Mulè, directeur van het conservatorium te Palermo en later van het conservatorium te Rome. Het is daar dat Norbert in 1928 de prijs voor compositie behaalde. In diezelfde periode studeert hij ook Italiaanse literatuur, geschiedenis van de oude muziek, piano bij Silvestri, orgel bij Germani en fuga bij Dobici. Na zijn conservatoriumstudie volgde hij nog vervolmakingsstudies bij Respighi en liep hij een dirigentenstage. Zijn vioolspel was ondertussen geëvolueerd tot degelijk vakwerk. We horen hem als concertviolist o.a. te Palermo of te Gent of voor de radio te Rome.

### België
In 1932 moest hij vanwege zijn militaire dienstplicht terugkeren naar Vlaanderen. Zijn ouders volgden hem en zetten een punt achter hun zwervende bestaan in Italië. Van oktober tot april woonde Norbert Rosseau in het ouderlijke huis in de Van Eyckstraat 42 te Gent, maar de zomermaanden bracht hij telkens door te Kerselare-Oudenaarde waar hij, als suikerbakker, een familiebedrijf voortzette dat er werd gesticht in 1812. De hele zomer bakte hij er “lekkies” voor de bedevaarttoeristen in de “Jan Van Gent” en op zondagen dirigeerde hij er het kerkkoor.
Zijn carrière als concertviolist eindigde in 1940 toen hij als soldaat van het Belgische leger door een kogel aan de linkerhand gekwetst werd. Van dan af spitste hij zich toe op compositie en bleef hij zich verder bekwamen door zelfstudie. Hij experimenteerde reeds tientallen jaren vóór professor Vuylsteke en Louis De Meester te Gent het Instituut voor Psycho-akoestiek en Elektronische Muziek oprichtten met elektronische compositie. Hij werd er later een van de voornaamste medewerkers van. Vanaf 1947 ontwikkelde hij zijn eigen dodecafonische systeem.
In 1966 kwam Norberts vader te overlijden. Op 22 november 1967 trouwde hij met zijn jeugdliefde Cornelia Schoorens en betrok hij een klein pand aan de Lievekaai in Gent. In 1969 overleed zijn moeder. Op 1 november 1975 overleed Norbert plots terwijl hij op het Sint-Veerleplein in Gent met zijn vrouw op de tram stond te wachten.
Rosseau was een immer lachend, minzaam, bescheiden en diepreligieus man. Hij schreef in volstrekte afzondering en anonimiteit, dikwijls zonder opdracht of uitzicht op een creatie ervan. Maar hij kon overleven met wat het familiebedrijf opbracht en hoefde zo niet om den brode te componeren. Hij schreef uit innerlijke motivatie, eerlijk zijn eigen weg volgend. Hij had geen behoefte aan eerbewijzen of comfort. 's Winters componeerde hij in de Van Eyckstraat, met een dikke mantel aan en wollen handschoenen zonder vingers, in een onverwarmde kamer. In de Lievekaai was het gelukkig knusser.

## Werken
De opuslijst van Norbert Rosseau telt 121 werken. Een aantal van zijn werken zijn uitgegeven bij CeBeDeM te Brussel, andere bij De Monte te Mechelen. Vele uitgaven maakte hij zelf handgeschreven aan.
Belangrijkste orkestwerken:
1935: Suite agreste;
1936: Roussane;
1936: H2O;
1947: Concerto voor orkest;
1947: Opus 38, Pièces symphoniques;
1953: Symfonie;
1962: Suite Jules Boulez, blazerskwintet voor fluit, hobo, klarinet, hoorn en fagot;
1963: Concerto. no.2 voor orkest;
1967: Concerto pour cor voor hoorn en orkest.
Belangrijkste werken voor koor en orkest:
1944: Inferno, Canto primo, Secundo e Terzo, oratorium op tekst van Dante;
1945: Het jaar Duizend / L'an mille, oratorium op tekst van J. Weterings;
1951: Maria van den Kerselaar, oratorium op tekst van G. Helderenberg;
1954: Les violons du Prince, voor soli, strijkers, orgel en klavecimbel of harp;
1954: L’Eau passe, liederencyclus voor 3 soli, piano, harp en strijkers op tekst van M. Carême;
1957: Stabat Mater, voor 6-stemmig koor;
1959: Zeepbellen, voor knapenkoor en orkest op teksten van J. Vercammen;
1961: Sinfonia liturgica, voor soli, koor en orkest op latijnse tekst;
1968: Il paradiso terrestre, cantate voor soli, 2 koren en orkest op tekst van Dante;
1972: Stenen en brood, cantate op tekst van A. Boone voor soli, gemengd koor, gitaar en slagwerk.
Missen:
1948: Missa fidelis pastor, voor 2 stemmen en orgel;
1953: Messa solemnis, voor 8 stemmen en contrabassen;
1954: Missa Teria, voor 1 stem en orgel;
1959: La messe des morts à Is, voor 4-stemmig gemengd koor op tekst van George-Day;
1962: Missa in honorem spiritus sancti, voor 4-stemmig gemengd koor;
1967: Electronische mis, stereo bandopname.
Passies:
1965: Evangelie volgens Johannes, voor soli en 4-stemmig koor;
1973: Passieverhaal volgens Matteüs, voor 4-stemmig gemengd koor.
Andere belangrijke zuiver vokale werken:
1955: Tre sonetti del Michelangelo, voor 3-stemmig vrouwenkoor;
1967: Het lied van de vriend en zijn wijngaard, voor 3-stemmig gemengd koor;
1969: Incoronazione di Maria, voor 16 solisten en koor op tekst van Dante.
Ander belangrijk elektronisch werk:
1969: Ode aan Gent – Impromptu, Stereo bandopname op tekst van A. Magerman.
Verder vele kleinere werken voor koor, soloinstrumenten of kamerensemble.
Norbert Rosseau ontving enkele belangrijke prijzen voor zijn werk: in 1939 werd zijn H2O bekroond op de Internationale compositiewedstrijd van de watertentoonstelling te Luik, in 1957 bekwam zijn Stabat Mater de prijs van de provincie Oost-Vlaanderen; in 1962 kreeg hij vanwege de Belgische Staat de prijs van de muziekkritiek voor zijn Blazerskwintet, en in datzelfde jaar ook een werkbeurspremie vanwege de staat voor het geheel van zijn oeuvre, en in 1964 de prijs Koopal.

## Compositiestijl
Norbert Rosseau was een eclecticus. Hij koppelde trouw aan de grote tradities met een levendige nieuwsgierigheid voor de twintigste-eeuwse werkwijzen. Hij experimenteerde met elektronische muziek en tezelfdertijd zei hij het volgende over het gregoriaans: “Hoe schoon toch! Niets dan abstracte modale lijnen, en toch, elke noot leeft”. Rosseaus compositiestijl is steeds gekenmerkt door een verzoening tussen originaliteit en traditionalisme. Zijn eclectisme gaat samen met een onafhankelijkheid die hem belet de slaaf te worden van een doctrine. Zelfs zijn eigen opgebouwde “harmonische dodecafonie” volgde hij niet zomaar. Ondanks zijn experimenten was zijn eerste zorg de expressie van de muziek.
Zijn vroegste belangrijke werken zijn laat-romantisch en verenigen impressionistische en expressionistische stijlelementen in een tonale toonspraak. Ook hier is Rosseau eclectisch van aard.
"In 1947 kwam het grote keerpunt." zei Rosseau zelf. "Ik moest dan een concerto schrijven voor de radio. Het werk ging mij echter veel te vlot en te gemakkelijk af dan dat het mij voldoening zou schenken. Daarom maakte ik een nieuw werk Opus 38, dat een echte rebellie betekende tegen alles wat ik voorheen had geleerd. Ik schreef het volledig spontaan, en zonder in het minst acht te slaan op de regels van vroeger. Nadat ik het stuk had afgewerkt, voelde ik mij bevrijd". Opus 38 kwam 14 dagen nadien reeds op de radio, het bevolen werkstuk pas 6 maanden later. Zelf verrast, analyseerde hij zijn eigen Opus 38 en komt hij zo tot een eigen twaalftonenstelsel dat hij weet te combineren met het thematische denken en met een consonante harmonie.
Hij puurde zijn “harmonische dodecafonie” verder uit. De stap naar de modale toonspraak is slechts gering. De archaïsche sfeer daarvan, zijn interesse voor de oude Griekse monodie en het gregoriaans bracht hem tot een monofone stemvoering die in zijn Sinfonia Liturgica haar hoogtepunt kende: een werk voor soli, koor en groot orkest zonder een enkel akkoord, de enige samenklank is het octaaf. "Het is de enkelvoudige melodie die het allemaal doet, de zang van stemmen en orkest, zonder harmonie. Maar dan een melodie die, gebouwd op intervallen, soms heel breed verloopt over drie tot vier octaven en zeer verschillend wordt gekleurd door het orkest." vertelde Rosseau. Deze vereenvoudiging maakte het Rosseau mogelijk ook muzikaal boeiende werken voor amateur- en kinderkoren te schrijven.
Rosseau experimenteerde ook met elektronische en concrete muziek, reeds vóór de Tweede Wereldoorlog. In 1967 componeerde hij een Elektronische Mis, compleet met Kyrie, Gloria, Introitus, etc. Het basismateriaal hiervoor bestond uit vervormde bandopnamen van knapenstemmen, van een kristallen beker, maar vooral van neertikkende waterdruppels.
In welke stijl hij ook schreef, steeds is er de aandacht voor een stevig uitgebalanceerde constructie. Rosseau was een lyricus met voorkeur voor het groots opgezet opus.